# Holubivka, Ripkî
Holubivka (în ucraineană Голубівка) este un sat în comuna Malînivka din raionul Ripkî, regiunea Cernihiv, Ucraina.

## Demografie
Componența lingvistică a localității Holubivka
     Ucraineană (96,3%)
     Rusă (2,47%)
     Belarusă (1,23%)
Conform recensământului din 2001, majoritatea populației localității Holubivka era vorbitoare de ucraineană (96,3%), existând în minoritate și vorbitori de rusă (2,47%) și belarusă (1,23%).